# Gordon Davies
Gordon John Davies (nasceu 3 de agosto de 1955) é um ex-futebolista internacional galês. Ele ganhou 16 partidas para o País de Gales entre 1979 e 1986, marcando 2 gols internacionais.

## Carreira futebolística
Davies, um atacante, jogou em inúmeros clubes da Inglaterra, entre eles Fulham, Manchester City e Chelsea
Ele entrou no Fulham em 1978 vindo do Merthyr Tydfil F.C., e ficou seis anos com o time de Londres. Depois de uma temporada com Chelsea, ele assinou com o Manchester City Football Club por um valor de 100,000 Euros (o equivalente a 256,000 reais). Ele fez sua estréia com Manchest City no dia 12 de Outubro de 1985 contra Watford, e seu primeiro gol foi feito dois dias depois na vitória de 6-1 contra Leeds United na Full Members Cup; Davies marcou um hat-trick (três gols) naquele dia. Uma vez que Billy McNeill foi demitido como técnico do City, os dias de Davies estavam contados e sua última partida com o City foi contra o Southend United na Copa da Liga Inglesa, e ele retornou ao Fulham em outubro de 1986.
Sua segunda passagem ao Fulham durou cinco anos, no final da qual ele tinha se tornado o goleador do Fulham, com 159 gols na liga em 394 partidas. No final da carreira no Fulham, o clube lhe deu um depoimento que foi jogado contra País de Gales XI. Ele então teve rapidas passagens por Wrexham e Northwich Victoria, e ele se aposentou em 1993.

## Carreira Internacional
Davies fez sua estréia com País de Gales em 21 de novembro de 1979 contra a Turquia. Ele fez 16 partidas com País de Gales no total (marcando dois gols) com sua última partida jogando contra Irlanda em 26 de março de 1986.

### Gols internacionais[carecede fontes?]
| # | Data                    | Local                     | Oponente         | Gols | Resultado | Competição                     |
| - | ----------------------- | ------------------------- | ---------------- | ---- | --------- | ------------------------------ |
| 1 | 31 de maio de 1983      | Belfast, Irlanda do Norte | Irlanda do Norte | 0–1  | Ganhou    | 1983 British Home Championship |
| 2 | 15 de fevereiro de 1986 | Dhahran, Arábia Saudita   | Arábia Saudita   | 1–2  | Ganhou    | Amistoso                       |